# Игровые ситуации
Игровые ситуации — один из методов активного обучения, отличающийся тем, что при его осуществлении используются некоторые, обычно один-два, игровые принципы (из принципов активного обучения), реализация которых происходит в условиях свободной, не регламентированной формальными правилами и организационной структурой деятельности.
Наиболее типичными игровыми ситуациями являются учебные ролевые игры и дискуссионные занятия.

## Учебные ролевые игры
Ролевая игра — это активная форма экспериментального поведения, обладающая социализирующим эффектом, который зависит от мировоззренческих позиций играющего. (С. А. Шмаков, 1994).
В основе ролевой игры обычно лежит межличностная, конфликтная ситуация. Участники игры принимают на себя роли и в процессе диалогового общения пытаются разрешить конфликт. Хотя действия игроков не регламентируются и формально свободны от правил, сюжет игры может содержать общее указание о форме реализации или представления решения, а сама игра всегда содержит «скрытые» правила. Такими правилами служит указание основных ролевых характеристик, должностного положения по роли, цели и реальные ролевые прототипы или их общепринятая трактовка, этические и служебные правила поведения. Все это накладывает на участников требования, от выполнения которых во многом зависит конечный результат их участия в игре. Одновременно, в отсутствие формальных правил, эти характеристики частично выполняют направляющую функцию, определяя возможные варианты действий игрока.
Основное, существенное значение в ролевой игре имеют действия участников. Итоговый рефлексивный разбор их действий может нести главное дидактическое или психологическое воздействие, выступая в этом случае, как составная часть игровой структуры. Такая форма реализации ролевых игр широко используется при проведении психологического и социально-психологический тренинг социально-психологического тренинга и может являться также психотерапевтическим средством.
Этот вид игр изучен достаточно хорошо. Хронологически это первый и основной вид игр ребёнка. Тем не менее, он имеет много различных названий. Применительно к учебному процессу вуза можно говорить об играх — драматизациях, театральных, свободных, естественных, самодеятельных играх, инсценировках. В эмоционально-смысловом обучении используются этюды. Весьма популярно такое название как разбор инцидента. По существу все это разновидности ролевой игры или игровой ситуации.
Характерные признаки ролевых игр:
1. Наличие модели социально-экономической ситуации.
2. Наличие индивидуальных ролей.
3. Несовпадение ролевых целей участников игры, исполняющих различные роли.
4. Взаимодействие ролей.
5. Наличие общей (или одинаковой) цели у всего игрового коллектива.
6. Многоальтернативность решений.
7. Наличие системы группового или индивидуального оценивания деятельности участников игры (обычно носит качественный характер).
8. Наличие управляемого эмоционального напряжения.

Значение ролевых игр в учебном процессе вуза
История развития вуза, как социального института — это многолетняя практика обособления предметов, расчленения и выделения отдельных тем и проблем, формирование сугубо специальных кафедр. В итоге это привело к тому, что большинство специальных вопросов рассматриваются сегодня в отрыве друг от друга, а самое главное, от эмоционально-оценочного восприятия социально-психологических условий реализации профессиональной деятельности. Это привело к потере взаимосвязей и отрыву профессиональных вопросов от социальных проблем, от общения, от реальной жизни. Вуз должен готовить руководителя, а по оценкам специалистов соотношение между руководством людьми и решением профессиональных задач в деятельности технического работника с высшим образованием составляет 2:1, а для гуманитариев — 4:1. (В. Я. Платов, 1991).
Для развития приведенных выше деловых качеств специалиста необходимо моделирование соответствующих условий, а именно, социально-экономических комплексов, включающих системы управления, инженерной деятельности, общения, конфликта. Действия обучающихся в рамках таких моделей способствуют возникновению эмоционально-оценочного восприятия социально-общественных связей будущей профессиональной деятельности. На дидактическое воздействие в этом направлении, из числа методов активного обучения, в наибольшей степени ориентированы ролевые игры.
Ролевая игра как метод социальной работы
Исследователи считают возможным и полезным использовать практику применения ролевых игр в педагогической и досуговой деятельности в рамках социальной работы с молодёжью. Они полагают, что ролевые игры помогут в решении ряда молодёжных проблем, в частности таких, как употребление психоактивных веществ, девиантное поведение и прочие. Ролевые игры прочно вошли в инструментарий современной социальной педагогики (например: «Новые робинзоны», «Славянская ярмарка» и пр.).

## Дискуссия
Смысл слова дискуссия (лат. discussio) — исследование, разбор, заключается в коллективном обсуждении какого-либо вопроса, проблемы или в сопоставлении информации, идей, мнений, предположений.
Назначение и эффективность
Рассматривая вопрос эффективности дискуссии, в качестве примера обычно приводят результат эксперимента, осуществленного К. Левиным в США в годы второй мировой войны. Эксперимент предусматривал осуществление рекламной кампании субпродуктов. Поскольку домохозяйки бойкотировали их покупку, а ресурсы военного времени не позволяли поставлять достаточное количество мяса, было решено попробовать различные варианты рекламы. К. Левин поставил цель сравнить эффективность воздействия традиционной формы рекламы — лекции и новой формы — выработки собственного коллективного решения на основе групповой дискуссии. Через неделю после проведения эксперимента опросом было выявлено, что в группах, слушавших лекцию, изменение мнения произошло у 3 % домохозяек. В группах, где прошли групповые дискуссии, мнение изменилось у 32 % домохозяек.
Со времени этого эксперимента К. Левина в социальной психологии было проведено много других исследований. Были выявлены две важные закономерности:
1. Групповая дискуссия позволяет столкнуть противоположные позиции и тем самым помочь участникам увидеть разные стороны проблемы, уменьшить их сопротивление новой информации;
2. Если решение проблемы инициировано группой, то оно является логическим выводом из дискуссии, поддержано всеми присутствующими, его значение возрастает, так как оно превращается в групповую норму.

Сейчас можно считать доказанным тот факт, что диалог — это основа творческого мышления, что развитие диалектичности как системообразующего компонента творческого мышления невозможно вне диалога. Среди современных дидактических средств дискуссии принадлежит одно из заметных мест. На основе проведенных исследований были выдвинуты новые формы принятия решений, новые виды групповых дискуссий, одна из таких форм, получившая самое широкое распространение — мозговая атака.
Признаки метода
Организация учебного процесса на основе дискуссии ориентирована на воплощение активного обучения, нацеленного на формирование рефлексивного мышления, актуализацию и организацию опыта слушателей, как отправного момента для активной коммуникативно-диалоговой деятельности, направленной на совместную разработку проблемы.
В качестве характерных признаков метода выделяют:
- групповую работу участников,
- взаимодействие, активное общение участников в процессе работы,
- вербальное общение как основную форму взаимодействия в процессе дискуссии,
- упорядоченный и направляемый обмен мнениями с соответствующей организацией места и времени работы, но на основе самоорганизации участников,
- направленность на достижение учебных целей.

При этом главной чертой учебной дискуссии считается поиск истины на основе активного участия всех слушателей. Истина же может состоять и в том, что в решении заданной проблемы нет единственно правильного решения.
Обзор исследований по использованию дискуссии в различных условиях обучения свидетельствует о том, что она уступает по объёму передачи информации прямому изложению (лекции), но высокоэффективна для закрепления сведений, творческого осмысления изученного материала и формирования ценностной ориентации.
Виды дискуссий
Дискуссии могут носить стихийный, свободный и организованный характер. Это разделение видов дискуссии проводится в соответствии со степенью её организованности: планировании выступающих, их очерёдности, тем докладов, времени выступления. При этом стихийная дискуссия по этим параметрам не регламентируется, а свободная предполагает определение направления и времени выступлений. Организованная дискуссия проводится по регламенту и в установленном заранее порядке.
В целом в мировом педагогическом опыте получили распространение следующие формы дискуссии (М. В. Кларина 1995),:
- Круглый стол — беседа, в которой «на равных» участвует небольшая группа обучающихся (обычно около 5 человек), во время которой происходит обмен мнениями, как между ними, так и с остальной аудиторией.
- Заседание экспертной группы («панельная дискуссия»), на которой вначале обсуждается намеченная проблема всеми участниками группы (четыре-шесть участников с заранее назначенным председателем), а затем они излагают свои позиции всей аудитории.
- Форум — обсуждение, сходное с заседанием экспертной группы, в ходе которого эта группа выступает в обмен мнениями с аудиторией (классом, группой).
- Симпозиум — более формализованное обсуждение, в ходе которого участники выступают с сообщениями, представляющими их точки зрения, после чего отвечают на вопросы аудитории.
- Дебаты — явно формализованное обсуждение, построенное на основе заранее фиксированных выступлений участников — представителей двух противостоящих, соперничающих команд (групп), — и опровержений. Вариантом этого обсуждения являются парламентские дебаты («британские дебаты»).
- Судебное заседание — обсуждение, имитирующее судебное разбирательство.
- Техника аквариума (Clark L. H., Staff I. S., 1991) — особый вариант организации обсуждения, при котором, после непродолжительного группового обмена мнениями, по одному представителю от команды участвуют в публичной дискуссии. Члены команды могут помогать своему представителю советами, передаваемыми в записках или во время тайм-аута.
- Мозговой штурм (Brain storming, мозговая атака) [28, 166]. Это один из наиболее известных методов поиска оригинальных решений различных задач, продуцирования новых идей. Он был предложен американским психологом А. Осборном в 50-е годы. В настоящее время считается одним из методов активизации обучения и лежит в основе многих деловых и дидактических игр. Метод тщательно разработан и предполагает реализацию требований по организации группы участников, технологии проведения и правилам поведения.

Организация группы участников. Оптимальное число — 12 человек (максимально до 35). В состав группы вводятся помимо различных специалистов 5 дилетантов. Их задача генерировать «бредовые» идеи, сбивать специалистов со стандартного виденья проблемы. Руководить мозговой атакой должен специалист по управлению, методолог, но не специалист по профилю обсуждаемой проблемы.
Процедура. Продолжительность работы — 1,5 − 2 часа. Этапы процедуры:
1. Формулирование проблемы.
2. Тренировочная сессия — разминка. Упражнение в быстром поиске ответов на задачи тренировочной серии.
3. Мозговая атака. Генерирование идей.
4. Оценка и отбор наилучших идей экспертами.
5. Обсуждение итогов работы.

Правила. Во время проведения мозгового штурма должны соблюдаться следующие правила.
- Во время атаки все равны, нет ни начальников, ни подчиненных.
- Нет авторского права на идеи.
- Необходимо искать необычные, оригинальные идеи.
- Все идеи встречаются одобрением, и могу быть, и даже должны быть, развиты, как бы фантастичны они ни были. Критика запрещена.
- Задача участников не в демонстрации своих знаний, а в поиске решения проблемы.

Широкое распространение метода мозговой атаки привело к созданию ряда модификаций, в числе которых называют:
- - Метод Дельфи (Дельфийская процедура). Метод предложен О. Хелмером. Предусматривает индивидуальное генерирование идей и их публичную защиту.
  - Метод Мыслерешето (Калдер Х. Я., Руттас В. И., 1989). В соответствии с этим методом процедура начинается с письменного оформления индивидуальных предложений, желаний, идей каждого участника. Затем следует их «просеивание» в малых группах, то есть фиксация и генерация предложений, представляющих общий интерес для всех членов группы, оформление сводных предложений, их представление на общее обсуждение, комментирование и дополнение, сравнительное оценивание с целью выработки наилучшего варианта и, наконец, дополнение этого варианта наиболее ценными дополнениями других групп.

Дискуссия может использоваться и как метод и как форма, то есть может проводиться в рамках других занятий, мероприятий, являясь их элементом. В эмоционально-смысловом обучении языкам дискуссия является основным видом игровой ситуации на третьем этапе обучения. В вузовском обучении могут использоваться любые виды дискуссии.